# 都川
都川（みやこがわ）は、千葉県千葉市緑区誉田町に源を発し、同市内を流れ、東京湾へ注ぐ日本の二級河川。本項では、本河川が本川を成す二級水系都川水系（みやこがわすいけい）についても扱う。

## 本川の概要
都川の水源は、千葉市緑区誉田町地先にある。二級河川としての上流端は同市若葉区高根町139（右岸側）の高根橋にある。丘陵地の間の水田地帯を流下した都川は、中流で坂月川、支川都川と合流した後、千葉市中心街を貫き、都橋の下流側で葭川を合わせ、東京湾に注ぐ。指定延長は13.05キロメートル、流路延長は15.7キロメートル。

## 都川水系
都川水系（みやこがわすいけい）は、都川を本川とする二級水系である。本川都川と、3本の支川である坂月川、支川都川、葭川とを合わせた河川の長さは23.761キロメートル、流域面積は71.65平方キロメートルに及ぶ。

## 都川水系と都市社会

### 治水問題
都川水系の上流域は田園、山林地帯が中心である一方で、下流域は同県の県庁所在地である千葉市の中心市街地となっており、同市の社会的、経済的な基盤をなしている。昭和30年代（1955年から1965年）以降流域の市街化が急速に進行しており、1998年頃の時点で流域の53.2パーセントが市街地となっている。そのような中で、市中心街やその外縁で発生した平成3年台風18号、平成5年台風11号などの影響による外水氾濫の被害を始め、流域での洪水被害は多発しており、都市の交通インフラや住宅等に害を及ぼしたこともあった。本川である都川は河岸の一部の低地部を除いて被害が及ぶことは少ない。しかし、特に最下流で都川に合流する葭川においては、中・上流部の市街化が流域の保水能力の低下をもたらしており、これにより下流域である千葉市中心街でたびたび洪水被害が生じることとなった。
都川は沿川部に住宅・商店が多く存在するため、洪水対策のために十分なほどの河川改修を実現することは難しく、限界があるとされる。代わりに、上流域における河川水の流出量を抑えることを目的とした多目的遊水地や防災調節池の整備、河口部における高潮被害の防止を目的とした護岸工事、葭川の都川への流入地点における排水機場および水門の整備などの対策が施されている。

### 水質問題
都市化が進み、生活雑排水などが増加したことにより、公共用水域における水質汚濁が問題となっている。1964年度（昭和39年度）から河道拡幅や河道掘削などの河川改修が行われてきた。

## 都川水系の生態系
1991年の調査により、都川水系において、清流に住む生物であるアユ、スナヤツメ、ホトケドジョウ、ギバチなどの魚類、カワニナ、アンナンデールヨコエビ等の小動物の生息が確認された。また、水辺には、サギ類、セキレイ類、カモの仲間やカワセミが確認された。1999、2000年度の調査では、ニホンアカガエルの生息も確認された。

## ギャラリー

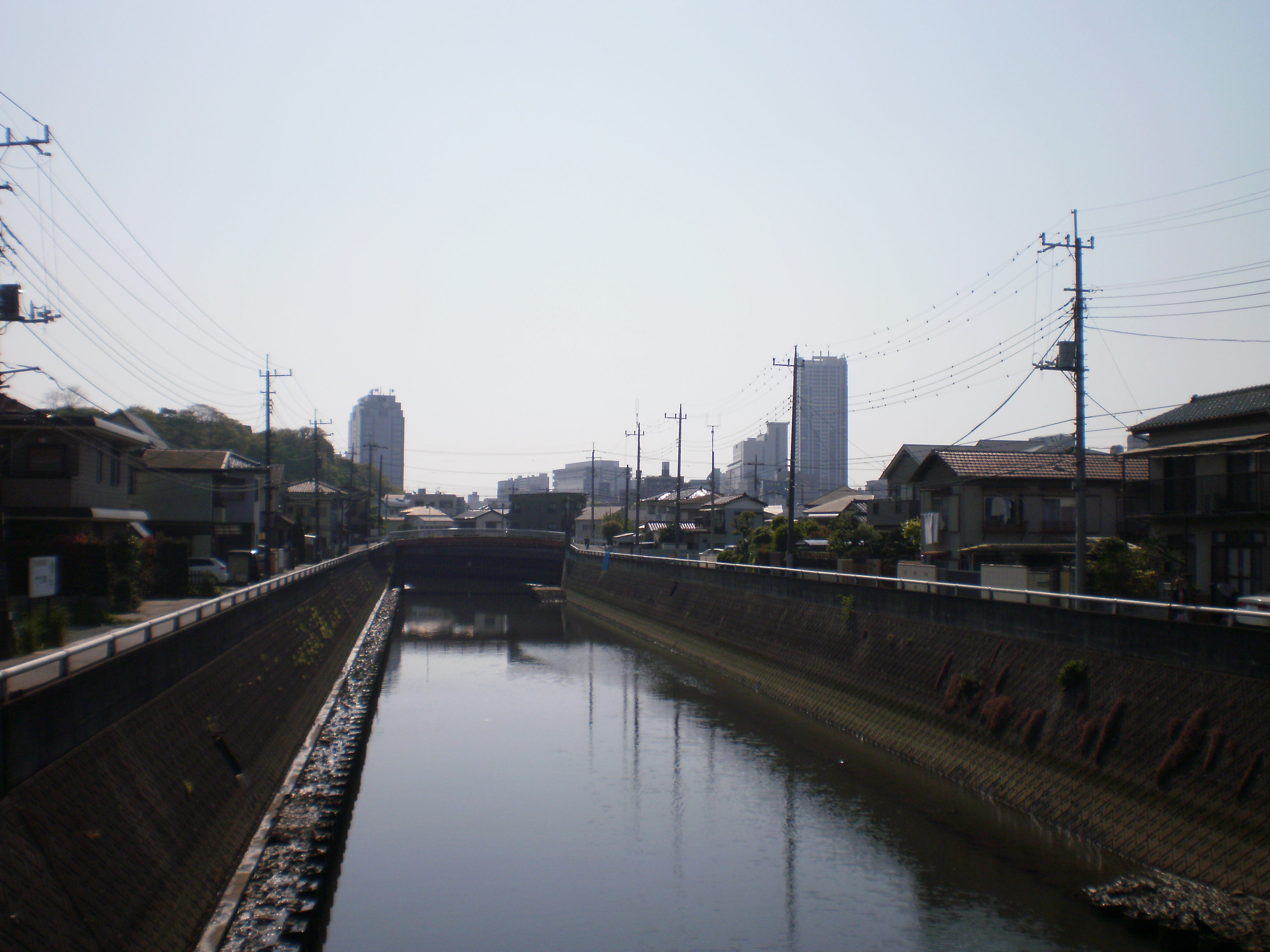
千葉市中央区の童橋より下流を見る。
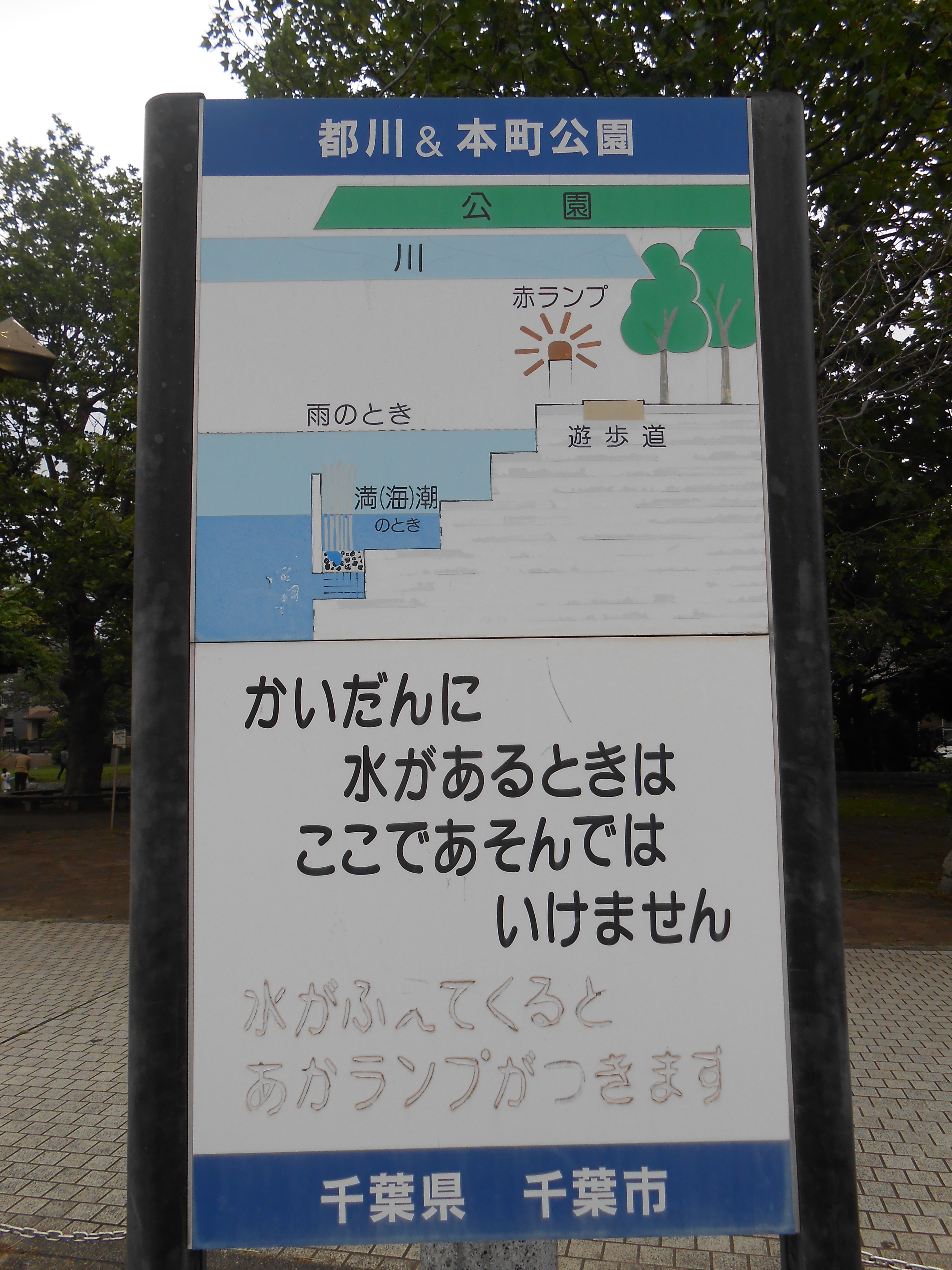
本町公園（千葉市中央区本町3丁目）内にある看板。増水時の水位についての注意喚起。

### 書籍
- 斎藤正一郎『都川物語』（改稿）、1992年。
- ちば河川交流会『遺しておきたい伝えたい千葉の水辺』 その1、ちば河川交流会、2009年3月。
- ちば河川交流会『遺しておきたい伝えたい千葉の水辺』 その7、ちば河川交流会、2015年3月。
- 千葉県千葉土木事務所 編『都川』千葉県、1991年。
- 千葉県千葉土木事務所 編『都川 これからのMIYAKOGAWAを感じてください』千葉県、2001年10月。
- 千葉県千葉土木事務所 編『都川観察ノート 都川をのぞいてみよう！』千葉県、2001年10月。
- 千葉の歴史を知る会『都川の歴史を訪ねて 大宮・川戸地区巡検案内』千葉の歴史を知る会、1975年10月19日。
- 中居賢一『都川をあるく』1991年12月1日。